# Sàn giao dịch tương lai

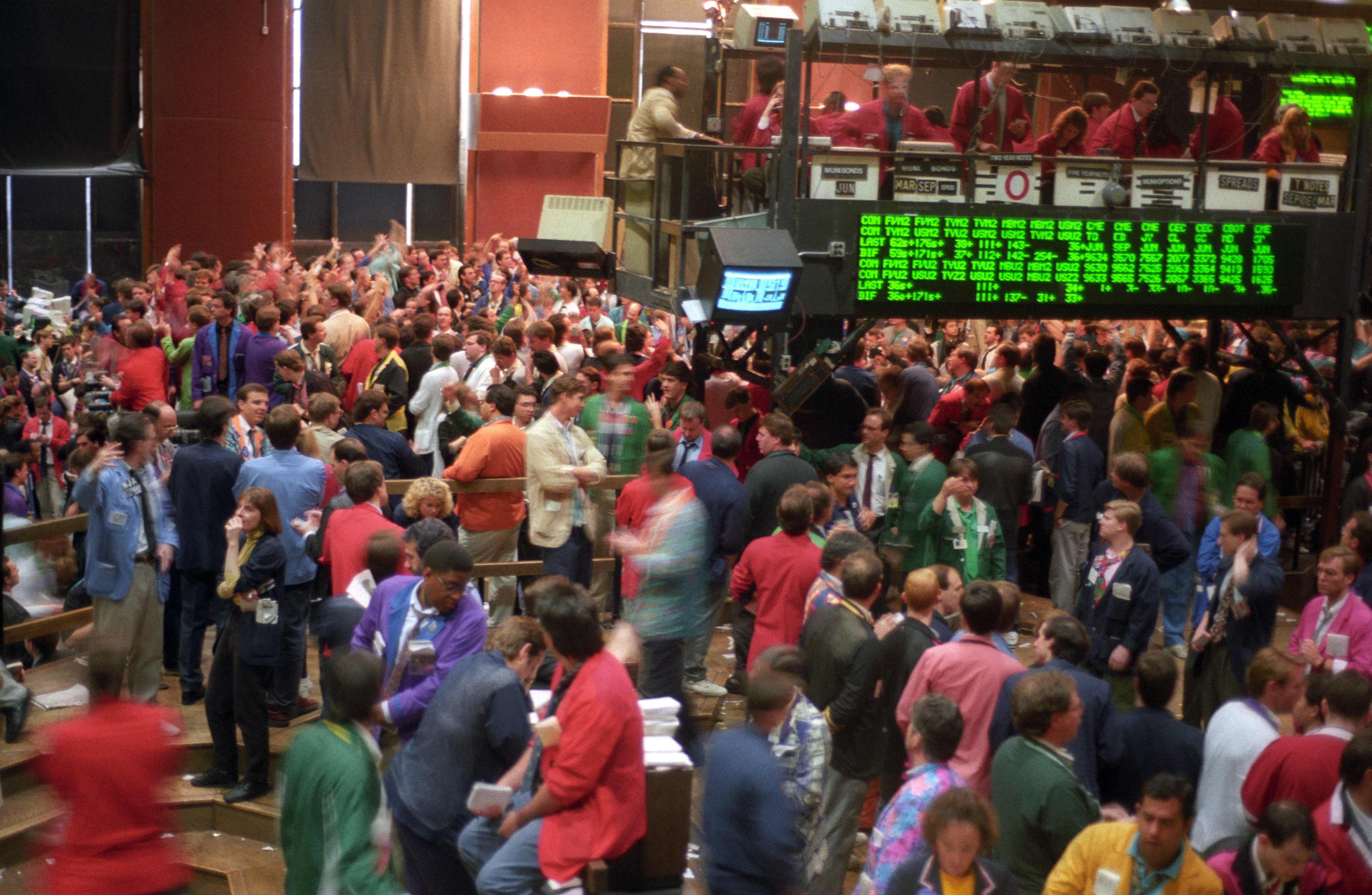
Quang cảnh một sàn giao dịch hàng hóa tương lai ở Chicago

Sàn giao dịch tương lai (Futures exchange) hay còn gọi là Thị trường tương lai (Futures market) là một sàn giao dịch tài chính trung tâm nơi mọi người có thể giao dịch các hợp đồng tương lai được tiêu chuẩn hóa do sàn giao dịch quy định. Đối tượng giao dịch tại sàn là các hợp đồng tương lai là hợp đồng phái sinh để mua hoặc bán số lượng cụ thể của một loại hàng hóa hoặc công cụ tài chính ở một mức giá xác định và thời gian giao hàng được ấn định trong tương lai. Sàn giao dịch tương lai cung cấp địa điểm giao dịch trên thực địa hoặc trên nền tảng điện tử, chi tiết về hợp đồng tiêu chuẩn, dữ liệu thị trường và giá cả, phòng thanh toán bù trừ, trao đổi tự điều chỉnh, cơ chế ký quỹ, thủ tục thanh toán, thời gian giao hàng, thủ tục giao hàng và các dịch vụ khác để thúc đẩy giao dịch hợp đồng tương lai.

## Tổng quan
Các sàn giao dịch hợp đồng tương lai có thể được cơ cấu tổ chức dưới dạng tổ chức phi lợi nhuận (NGO) do thành viên sở hữu hoặc tổ chức có mục tiêu vì lợi nhuận. Các sàn giao dịch tương lai có thể được tích hợp dưới cùng một thương hiệu hoặc tổ chức với các loại sàn giao dịch khác, chẳng hạn như thị trường chứng khoán, thị trường quyền chọn và thị trường trái phiếu. Các sàn giao dịch hợp đồng tương lai do thành viên sở hữu phi lợi nhuận mang lại lợi ích cho các thành viên của họ, những người kiếm được tiền hoa hồng và doanh thu khi đóng vai trò là nhà môi giới hoặc nhà tạo lập thị trường. Các sàn giao dịch hợp đồng tương lai vì lợi nhuận kiếm được phần lớn doanh thu từ phí giao dịch và thanh toán bù trừ. Các sàn giao dịch hợp đồng tương lai thiết lập các hợp đồng tiêu chuẩn để giao dịch tại địa điểm giao dịch và sàn giao dịch thường chỉ định những điều sau: tài sản sẽ được giao trong hợp đồng, thỏa thuận giao hàng, thời gian giao hàng, công thức định giá cho thanh toán hàng ngày và cuối cùng, quy mô hợp đồng, vị thế và giới hạn giá.
Đối với tài sản dự kiến sẽ được giao, các sàn giao dịch tương lai thường chỉ định một hoặc nhiều loại hàng hóa được chấp nhận để giao và bất kỳ điều chỉnh giá nào áp dụng cho việc giao hàng. Các địa điểm nơi tài sản được giao cũng được các sàn giao dịch tương lai chỉ định và họ cũng có thể chỉ định các địa điểm giao hàng thay thế và bất kỳ điều chỉnh giá nào có sẵn khi giao hàng đến các địa điểm thay thế. Địa điểm giao hàng đáp ứng các nhu cầu giao hàng, lưu trữ và tiếp thị cụ thể của tài sản có thể bàn giao. Sàn giao dịch tương lai cũng xác định số lượng tài sản có thể chuyển giao cho mỗi hợp đồng, từ đó xác định quy mô của hợp đồng. Quy mô hợp đồng quá lớn sẽ cản trở việc giao dịch và phòng ngừa rủi ro cho các vị thế nhỏ, trong khi quy mô hợp đồng quá nhỏ sẽ làm tăng chi phí giao dịch do có các chi phí liên quan đến mỗi hợp đồng. Trong một số trường hợp, các sàn giao dịch tương lai đã tạo ra các hợp đồng "nhỏ" để thu hút các nhà giao dịch khối lượng nhỏ hơn. Sàn giao dịch hợp đồng tương lai cung cấp quyền truy cập vào các trung tâm thanh toán bù trừ đứng giữa mọi giao dịch.